# 沃尔泰尔·基尔皮
沃尔泰尔·阿达尔贝特·基尔皮（芬蘭語：Volter Adalbert Kilpi），1886年前的姓为埃里克松（瑞典語：Ericsson，1874年12月12日—1939年6月13日），芬兰作家。他的代表作《阿拉斯塔洛的客厅里》（1933年）经常被认为是芬兰历史上最好的小说。1992年《赫尔辛基日报》举办的评比中也得到了半官方性质的如此的评价。